# Marchais-Beton
Marchais-Beton è un comune francese di 123 abitanti situato nel dipartimento della Yonne nella regione della Borgogna-Franca Contea.
Il comune di Marchais-Beton lo porta nella seconda parte del suo nome il ricordo del santo vescovo Bettone di Sens che fece ingrandire lo stagno Grand Marchais nelle dipendenze del priorato di Grandchamp ; questo stagno in seguito fu detto "Marchais Betton", nome che poi presa il vicino villaggio divenuto città nel 1494.

## Società

### Evoluzione demografica
Abitanti censiti